# ماله (شهر)
ماله پایتخت و بزرگ‌ترین شهر جمهوری مالدیو است.

## جمعیت
مطابق بر سرشماری سال ۲۰۰۴ این شهر ۸۱٬۶۴۷ نفر جمعیت دارد.

## اقتصاد
شهر ماله بزرگ‌ترین مرکز تجاری کشور مالدیو به‌شمار می‌رود که دارای مرز آبی با کشور سریلانکا است و فرودگاه مجهز و مدرنی دارد.
ورود به مالدیو عمدتاً از طریق فرودگاه بین‌المللی ماله صورت می‌گیرد و جابجایی در خود ماله (مرکز مالدیو) نیز از سه طریق: قایق، تاکسی هوایی و قایق‌های بادبانی خصوصی انجام می‌پذیرد.

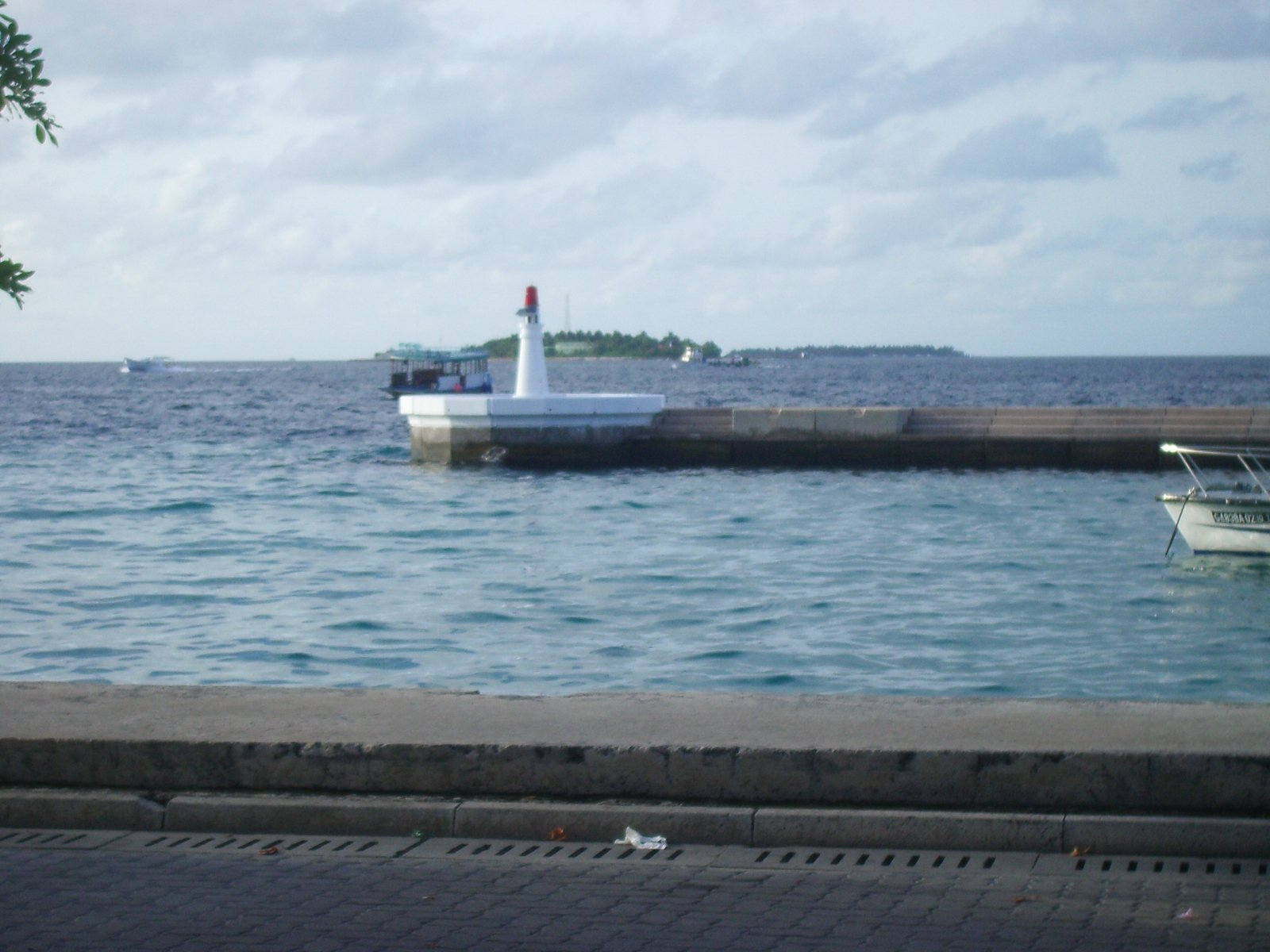